# Cacimba de Areia
Cacimba de Areia è un comune del Brasile nello Stato del Paraíba, parte della mesoregione del Sertão Paraibano e della microregione di Patos.